# Вирджински острови
Вижте пояснителната страница за други значения на Вирджински острови.
| Знамена на Американските (вляво) и Британските Вирджински острови (вдясно) |
| Знамена на Американските (вляво) и Британските Вирджински острови (вдясно) |

Вирджинските острови (на английски: Virgin Islands) е островна група, формираща границата между Карибско море и Атлантическия океан. Източните острови формират Британските Вирджински острови, а западните – Американските Вирджински острови. Американският долар е официална валута и в двете политически единици. Наименувани са от Христофор Колумб на легендата за светицата Урсула и 11 хиляди девици.
Правилата за автомобилното движение са подобни на тези в Обединеното кралство, кара се от лявата част на пътя, въпреки че кормилата на колите са от лявата страна.

## История
Първоначално Вирджинските острови са били обитавани от аравак и кариби, за много от които се смята, че са загинали през колониалния период поради поробване, болести и война, предизвикана от европейски колонисти.
По-късно европейски колонисти се заселват и създават захарни плантации, като една от тях е тютюнева и купуват роби от Африка. Потомците на робите остават по-голямата част от населението, споделяйки общо африкано-карибско наследство с останалата част от англоезичните Кариби.
Подобно на континенталната част на Пуерто Рико, Вирджинските острови, които принадлежат на Испания, са отстъпени на САЩ през 1898 г. САЩ завладяват островите след подписването на примирие, което слага край на военните операции в Испано-американската война.
С договор от 1916 г. между САЩ и Дания (нератифициран от Съединените щати до 1917 г.) Датските Вирджински острови са продадени от Дания на САЩ за 25 милиона долара в злато.

## Административно деление
По-големите Вирджински острови са:
| № | Остров        | Площ, km² | Население, души (2010) | Администрация                  |
| - | ------------- | --------- | ---------------------- | ------------------------------ |
| 1 | Сейнт Крой    | 214       | 50 601                 | Американски Вирджински острови |
| 2 | Виекес        | 135       | 9301                   | Пуерто Рико                    |
| 3 | Сейнт Томас   | 80,91     | 51 634                 | Американски Вирджински острови |
| 4 | Тортола       | 55,7      | 23 908                 | Британски Вирджински острови   |
| 5 | Сейнт Джон    | 51        | 4170                   | Американски Вирджински острови |
| 6 | Анегада       | 38        | 200                    | Британски Вирджински острови   |
| 7 | Кулебра       | 30,1      | 1818                   | Пуерто Рико                    |
| 8 | Вирджин Горда | 21        | 3000                   | Британски Вирджински острови   |
| 9 | Йост ван Дайк | 8         | 297                    | Британски Вирджински острови   |